# عرب کانترکتورز
عرب کانترکتورز (عربی: المقاولون العرب) شرکت ساخت‌وساز مصری است، که در سال ۱۹۵۵ تأسیس شد.